# Gigi Ghirotti
Gigi Ghirotti (Vicenza, 10 dicembre 1920 – Vicenza, 17 luglio 1974) è stato un giornalista e scrittore italiano.

## Biografia
Nacque in una famiglia numerosa, ultimo di nove figli. Allo scoppio della seconda guerra mondiale interruppe gli studi universitari alla Facoltà di Lettere e si arruolò come volontario nel corpo degli Alpini.
Dopo l'8 settembre 1943 si aggregò alle formazioni partigiane nelle file del Partito d'Azione.

### Attività giornalistica e televisiva
Terminata la guerra, nel 1945 incominciò l'attività giornalistica ne "Il Giornale di Vicenza". Successivamente scrisse per “La Stampa”  dal 1950 al 1958, per "L'Europeo" dal 1958 al 1960 e nuovamente per "La Stampa" dal 1960 fino alla scomparsa nel 1974.

### Attività bibliografica
Fu anche autore di saggi basati sulle sue inchieste giornalistiche:
- Italia mia benché (1963), un'indagine sulla realtà italiana negli anni del miracolo economico,
- Il magistrato (1963), sulla condizione dei giudici in Italia,
- Da Olimpia a Casa mia (1964), scritto insieme con la moglie Mariangela Cisco,
- Mitra e Sardegna (1968), sul banditismo sardo
- Rumor (1970)

### Il racconto della malattia
Nel 1972 gli fu diagnosticato un linfoma di Hodgkin; lottò per due anni contro il male attraverso una lunga trafila di ricoveri nelle strutture ospedaliere pubbliche.
Nella trasmissione televisiva RAI "Orizzonti della Scienza e della Tecnica", il 27 maggio 1972 disse: "Ho un cancro e lo so, parliamone insieme".
Nel 1973 condusse un'inchiesta giornalistica per la RAI-TV come "l'inviato dal tunnel della malattia" sulla condizione e i diritti dei malati, in particolare i meno abbienti, descritti più volte come vittime dell'inadeguatezza dell'assistenza delle strutture sanitari pubbliche e dell'isolamento che viveva in prima persona
Raccontò la sua esperienza di malato nel libro Lungo viaggio nel tunnel della malattia e in alcuni articoli pubblicati su “La Stampa”.
È scomparso a Vicenza il 17 luglio del 1974 all'età di 53 anni.

## Il Comitato Nazionale Gigi Ghirotti
A poco meno di un anno dalla sua morte, il 5 maggio 1975 fu costituito,  per iniziativa della moglie e di un gruppo di amici e colleghi, il Comitato Nazionale Gigi Ghirotti allo scopo, come egli aveva auspicato, di "favorire il miglioramento delle professionalità e delle strutture oncologiche al fine di una sempre più efficace assistenza al malato, cooperando alla crescita di una nuova coscienza civile per affrontare nella sua complessità il fenomeno in aumento delle malattie oncologiche".
Il comitato ha lo scopo di promuovere interventi di assistenza psicologica e sociale nei confronti dei pazienti oncologici e delle loro famiglie, favorire l'umanizzazione delle strutture sanitarie e operare per migliorare la formazione dei sanitari in campo oncologico.
Il Comitato Gigi Ghirotti è da sempre guidato da un giornalista. Attualmente il presidente è Vincenzo Morgante.
Nel 1984 il Comitato Gigi Ghirotti è stato riconosciuto come ente di utilità sociale non a scopo di lucro.